# Masalia arabica
Masalia arabica är en fjärilsart som beskrevs av Charles Boursin 1960. Masalia arabica ingår i släktet Masalia och familjen nattflyn. Inga underarter finns listade i Catalogue of Life.